# Musikmanagement
Im Musikmanagement sind natürliche oder juristische Personen als rechtsgeschäftliche Vertreter (Musikmanager) für Musiker und Sänger in der Musikindustrie tätig.

## Das Management
Das Musikmanagement umfasst organisatorische, geschäftliche und rechtliche Belange, wie z. B. das Regeln von Vertragsangelegenheiten unter Einhaltung von Gesetzmäßigkeiten, die im Musikgeschäft kompliziert sind und sich ständig ändern. Musikmanager sollen nach gültigen Regeln verhandeln, die Musiker nicht übervorteilen, und ihnen ermöglichen, sich auf ihre künstlerische Tätigkeit zu konzentrieren. In der Praxis findet Musikmanagement allerdings oft im Spannungsfeld zwischen wirtschaftlichen Interessen von Firmen, Kulturinstitutionen, Künstlern und Orchestern statt, die Musikmanager beschäftigen. Für einzelne Musiker und Musikgruppen kann die Abhängigkeit von einem Musikmanager problematisch sein.
Das Management soll rechtliche Aspekte bezüglich der GEMA und der Künstlersozialkasse beachten. Provisionen in Höhe von 20 % vom Einkommen des Musikers sind die Regel.
Als Urheberrechtexperten verhandeln Musikmanager im Bereich der Medienrechte bei Rundfunk-, TV- und Video-Aufzeichnungen sowie Internetpräsentationen.
Funktionen des Musikmanagements werden teilweise von Musikproduzenten und Künstleragenturen wahrgenommen.

## Die Manager
Der Musikmanager pflegt und fördert Branchenkontakte und nimmt dabei die Interessen des Musikers gegenüber potenziellen Vertrags-, Vermarktungs- und Medienpartnern wahr. Zu den Aufgaben eines herkömmlichen Musikmanagers gehören z. B. das Aushandeln von Plattenverträgen und Auftrittshonoraren, die Beratung des Musikers in Marketingfragen und die Terminkoordination. Manche Manager, wie Brian Epstein und Malcolm McLaren, sind mit den von ihnen vertretenen Musikern berühmt geworden.

## Berufsausbildung
Die Berufsbezeichnung „Musikmanager“ ist nicht geschützt. Geschützt sind allerdings die akademischen Abschlüsse. In Deutschland kann Musikmanagement als Hochschulstudium mit dem Abschluss Bachelor of Arts und Master of Arts studiert werden.
An privaten Fachhochschulen wird dafür die Hochschulreife, Fachhochschulreife oder ein vergleichbarer internationaler Abschluss benötigt.
Universitäre Studiengänge bieten die Universität Paderborn (Populäre Musik und Medien), die Universität Greifswald, die Universität des Saarlandes und die Donau-Universität Krems.
Für höhere Positionen sind folgende Studienabschlüsse günstig: Zweites Staatsexamen in Jura; Betriebswirtschaft mit Diplom oder Master of Arts (M.A.). In allen Fällen sind Berufserfahrungen in Institutionen der Musikindustrie unabdingbar.

## Zweifelhafte Geschäftspraktiken
Neben Musikmanagement, das für Musiker eine seriöse Dienstleistung bietet, gibt es zweifelhafte Geschäftspraktiken. So werden junge Talente und Interpreten in Castings ausgewählt und durch ungünstige Verträge gebunden. Ein Kennzeichen unseriöser Verträge kann sein, dass nicht der Musiker, sondern der Manager die Namens-, Lizenz- und Verwertungsrechte aus der künstlerischen Tätigkeit beansprucht. Junge Interpreten als Newcomer werden damit zu bloßen Angestellten eines Musikmanagers oder einer Managementfirma, deren Dienstvertrag ein Gehalt verspricht, sie von angemessener Beteiligung an Tantiemen und anderen Einnahmen aus ihrer Tätigkeit jedoch ausschließt, während das Management im Erfolgsfall hohe Beträge einstreicht. Viele Musiker beklagen, von ihrem Manager übervorteilt worden zu sein (siehe Weblinks, Video von The Turtles). Zum Nachweis fehlen ihnen oft die Unterlagen.
Viele Künstler der Musikbranche vermarkten sich heute ohne Manager. Sie nutzen dazu Social Media Netzwerke und unabhängige Verkaufsportale.